# 威廉斯鎮區 (明尼蘇達州艾特金縣)
威廉斯鎮區（英語：Williams Township）是位於美國明尼蘇達州艾特金縣的一個行政鎮區。

## 地方資料
威廉斯鎮區的面積為92.90平方千米，當中陸地面積為92.80平方千米，而水域面積為0.10平方千米。根據2020年美國人口普查的數據，當地共有人口120人，而人口密度為每平方千米1.29人。